# Alfons Pierloot
Alfons Pierloot (Eernegem, 20 oktober 1876 - Brugge, 13 oktober 1944) was een Belgisch liberaal politicus en burgemeester van Eernegem.

## Biografie
Pierloot was vlaskoopman in Eernegem. In 1911 won hij met de liberalen de gemeentelijke verkiezingen en werd hij burgemeester van Eernegem. Tijdens zijn bestuursperiode brak de Eerste Wereldoorlog uit en Pierloot vluchtte naar Nederland. Landbouwer August Inghelbrecht werd tijdens de oorlog dienstdoend burgemeester. Pierloot keerde na de oorlog niet meer terug naar Eernegem, waardoor de gemeente een paar jaar zonder burgemeester zou blijven. Pierloot zou zich in Sint-Andries vestigen.